# Eagle Fighting Championship
Eagle Fighting Championship (EFC), comúnmente conocido como Eagle FC, es una empresa rusa de artes marciales mixtas establecida en 2020 por el histórico peleador ruso y excampeón de peso ligero Khabib Nurmagomedov.

## Historia
En noviembre de 2020, Khabib Nurmagomedov compró la promoción rusa de MMA Gorilla Fighting Championship (antes conocida como Federación de MMA de Samara), por 1 millón de dólares y la renombró como Eagle Fighting Championship (EFC).
GFC había estado en la industria desde 2017 y estaba al borde de la bancarrota. Cuando Nurmagomedov se retiró, adquirió la promoción para luego convertirse en el promotor de la misma.

### Divisiones de peso
La Eagle FC organización actualmente utiliza las siguientes categorías de peso:
| Categoría de peso | Límite superior   | Límite superior   | Límite superior |
| Categoría de peso | Antes de 2022     | Después de 2022   |                 |
| ----------------- | ----------------- | ----------------- | --------------- |
| Peso mosca        | 125 lb (56.7 kg)  | 125 lb (56.7 kg)  |                 |
| Peso gallo        | 135 lb (61.2 kg)  | 135 lb (61.2 kg)  |                 |
| Peso pluma        | 145 lb (65.8 kg)  | 145 lb (65.8 kg)  |                 |
| Peso ligero       | 155 lb (70.3 kg)  | 155 lb (70.3 kg)  |                 |
| Peso superligero  | N/A               | 165 lb (74.8 kg)  |                 |
| Peso wélter       | 170 lb (77.1 kg)  | 175 lb (79.4 kg)  |                 |
| Peso mediano      | 185 lb (83.9 kg)  | 185 lb (83.9 kg)  |                 |
| Peso semipesado   | N/A               | 205 lb (93.0 kg)  |                 |
| Peso pesado       | 265 lb (120.2 kg) | 265 lb (120.2 kg) |                 |

## Campeones actuales
| División         | Peso            | Campeón         | Desde el                | Defensas del título |
| ---------------- | --------------- | --------------- | ----------------------- | ------------------- |
| Peso pesado      | 120 kg (264 lb) | Vacante         | -                       | -                   |
| Peso semipesado  | 93 kg (205 lb)  | Diyar Nurgozhay | 21 de agosto de 2022    | ̣0                   |
| Peso mediano     | 84 kg (185 lb)  | Dauren Ermekov  | 16 de julio de 2022     | ̣0                   |
| Peso wélter      | 79 kg (174 lb)  | Denis Izmodenov | 10 de diciembre de 2022 | 0                   |
| Peso superligero | 75 kg (165 lb)  | Vacante         | -                       | -                   |
| Peso ligero      | 70 kg (154 lb)  | Mehdi Dakaev    | 4 de diciembre de 2020  | 2                   |
| Peso pluma       | 66 kg (145 lb)  | Rasul Magomedov | 10 de agosto de 2022    | ̣0                   |
| Peso gallo       | 61 kg (134 lb)  | Renat Khavalov  | 19 de marzo de 2021     | 3                   |
| Peso mosca       | 57 kg (125 lb)  | Irgit Oveenchi  | 10 de agosto de 2022    | 0                   |